# Порик Василь Васильович
Васи́ль Васи́льович По́рик (17 лютого 1920, Соломірка — 22 липня 1944, Аррас, Франція), відомий під партизанськими псевдонімами «Базиль», «лейтенант Громовий» — активний учасник руху опору на теренах Франції упродовж Другої світової війни, командир партизанського загону, що боровся проти нацистських окупантів, лейтенант Червоної Армії, Герой Радянського Союзу (1964). Українець за походженням. 

## Життєпис
Народився 17 лютого 1920 року в селі Соломірка, нині село Порик Хмільницького району на Вінниччині, в українській селянській родині. Навчався у 7-літній школі. В наш час в будинку де народився Василь Порик мешкає родина його рідного племінника Кобринського Костянтина Миколайовича. 
1938 року закінчив Бобринецький сільськогосподарський технікум Кіровоградської області й став курсантом Одеського військового піхотного училища. Згодом переведений в Охтирське, а невдовзі — Харківське військове піхотне училище, котре завершив у званні лейтенанта. 1941 року став членом ВКП(б).
На початку війни з нацистською Німеччиною Василь Порик командував стрілецьким взводом у лавах Шостої армії Південно-Західного фронту, що вів тяжкі оборонні бої. Подібно іншим солдатам і командирам Василю Порику довелося стати бранцем «уманської ями». Військовослужбовці підрозділу, оточені переважними силами супротивника, боролися до останнього, а коли патрони скінчилися — пішли в рукопашний бій. Порик, зазнавши поранення, потрапив в полон.
Влітку 1942 року Порика, разом із сотнями інших військовополонених, відправлено в нацистський концтабір Бомон у провінції Артуа, департаменту Па-де-Кале (Франція). Тут йому довелося важко працювати на шахтах.

### Життя у концтаборі Бомон
У таборі Василь Порик був старшим наглядачем. Користувався цілковитою довірою німецького командування та мав право вільно виходити до міста. Але одночасно він був одним із керівників підпільної групи «Комітет радянських патріотів» і груп з підготовки втечі. Завдяки можливості спілкуватися з місцевим населенням, був встановлений зв'язок з французькими комуністами, учасниками руху Опору. Разом з ними був організований Центральний Комітет Радянських Військовополонених, під керівництвом радянського офіцера Марка Слободзинського (хто ховався під цим ім'ям, невідомо досі) і члена ЦК французької компартії радянського емігранта Бориса Матліна, відомого під ім'ям полковник Лярош. Партизани під керівництвом Порика здійснювали нічні вилазки з табору, пошкоджували залізничні колії і пускали під укіс ешелони з награбованим вугіллям. Приклад бомонівців знаходив широкий відгук в інших таборах північних департаментів.
6 серпня 1943 року підпільний комітет табору Бомон звернувся до ув'язнених із закликом до збройної боротьби. У зверненні зазначалося: «Встановлюйте контакт із французькими патріотами…, тікайте з таборів і приєднуйтеся до загонів партизанів, разом із французькими товаришами боріться проти нашого спільного ворога — кривавого фашизму». Це звернення розповсюдили по всіх таборах департаментів Нор і Па-де-Кале, і воно сприяло піднесенню боротьби радянських людей у цій частині Франції. Саботаж набрав широкого розмаху. Псувалися шахтні транспортні засоби, інструменти, електроустаткування, повітряні насоси, завалювалися породою штреки. Комітет Бомона створив 11 диверсійних груп, які виводили з ладу вугільні шахти.
12 серпня 1943 року в містечку Бомон відбулася нарада представників багатьох підпільних організацій, де було створено міжтабірний комітет, головою якого став Василь Порик. На початок 1944 року у десяти таборах півночі діяли загони, які об'єднували понад 220 бійців. У березні 1944 року гестапо натрапило на слід Порика, але він утік із табору і став членом французького штабу фран-тірерів і партизанів на півночі Франції. Порик брав участь у розробці планів бойових операцій, а деякими з них керував сам. У ніч з 21 на 22 квітня 1944 року партизанський загін під його командуванням розгромив табір Бомон, а 23 квітня — маршову колону гітлерівців. Василь Порик був одним із 10 членів центрального комітету, що об'єднував близько 20 регіональних підпільних комітетів радянських військовополонених, які діяли на півночі та заході Франції і в Бельгії.

### Партизанська діяльність у Франції
Перебуваючи у Франції В. Порик вивчав французьку мову, і згодом міг нею спілкуватися.
В. Порик мав приятельські стосунки з французьким подружжям Гастона та Емілії Оффр, у квартирі яких часто переховувався від переслідування.
Після втечі з табору Василь Порик створив партизанський загін, що боровся з липня 1943 року проти німецьких окупантів у Північній Франції. На початку травня Порик із бойовими друзями Василем Доценком, Степаном Кондратюком і Василем Колесником виконували чергове завдання. У містечку Дрокур на явочній квартирі їх оточили фашисти. Доценко і Колесник загинули, пораненому Кондратюку Порик наказав вийти з бою і залишився сам. Закінчилися патрони, і після чотиригодинного бою пораненого в плече і ногу Порика взяли в полон. Гестапівці ув'язнили Порика в фортеці Сен-Нікез міста Арраса. Тяжко поранений, з кайданами на руках, він 4 травня здійснив фантастичну втечу з камери-одиночки через три мури, якими було огороджено двір фортеці. Могутня воля Порика виявилася сильнішою за тюремні мури. Ця втеча стала подвигом, про який складали легенди. Закривавленого Порика знайшла французька жінка, яка, нагодувавши В. Порика, допомогла йому повернутися до партизан. Василь Порик називав її «моя французька мама». За голову В. Порика обіцяли мільйон франків, але французькі патріоти допомогли йому дістатися до Андре Люше — головного хірурга міської лікарні який прооперував Василя Порика. Перед самим приходом гестапівців французькі друзі-партизани встигли відправити Василя на підпільну квартиру за 20 кілометрів від Арраса.
У першій половині квітня 1944 року партизани загону Василя Порика висадили два поїзди, знищили: колону гітлерівців — понад 200 солдатів і офіцерів, охорону табору Бомон, і звільнили всіх в'язнів.

З 1944 року В. Порик був членом Центрального комітету радянських військовополонених у Франції.
14 липня 1944 року, під час святкування національного французького свята В. Порик організував мітинг серед французьких комуністів. Одягнений у форму лейтенанта французької армії, він звернувся до патріотів Франції із словами: «Дорогі товариші, дозвольте мені передати вам дружній привіт від радянських патріотів. Пліч-о-пліч, разом з патріотами Франції ми ведемо боротьбу проти фашистів, і будемо боротися до кінця! Ми боремося за нашу радянську батьківщину та за свободу всіх народів світу. Ми просимо французький народ допомогти нам, щоб прискорити перемогу над фашизмом. Хай живе вільна Франція, хай живуть французькі і радянські патріоти!». Його промова була розтиражована та поширена серед французьких патріотів.

### Загибель
22 липня 1944 року, під час виконання бойового завдання, Василь Порик разом з Василем Колесником потрапили у засідку в районі міста Аррас (Північно-Східна Франція) і їх розстріляли. Поховано Порика у французькому шахтарському селищі Енен-Льєтар (тепер не існує як адміністративна одиниця, бо 1971 року її об'єднано з Енен-Бомон).
Про загибель легендарного героя писала газета «Ліберте», яка вийшла у щойно звільненому місті Ліллі, в статті «Один з тих, хто загинув заради того, щоб жила Франція. Лейтенант Василь — Герой Червоної Армії!» писала: «Лейтенант Василь загинув. Василь — ім'я, яке було у всіх на вустах, ім'я, яке ми всі вимовляємо з повагою і захопленням… Василь боровся поруч із нашими партизанами і франтирерами… Він був прикладом самовідданості для франтирерів і партизанів, піонерів нашого безсмертного народного повстання».

## Нагороди
За героїзм і мужність, виявлені в боротьбі проти німців у Франції в період Другої світової війни, Указом Президії Верховної Ради СРСР від 21 липня 1964 року лейтенантові Радянської Армії Порику Василеві Васильовичу посмертно присвоєно звання Героя Радянського Союзу. Нагороджено орденом Леніна. Вважається героєм Франції (з 1964 року). Слов'янський комітет Франції на честь представників слов'янських народів, що героїчно билися за визволення Франції, випустив поштову листівку, де поруч з Національним героєм французького народу Шарлем Дебаржем вміщені фото чеха Кунди, поляка Бурчинського, югослава Філіпіса і українця Порика.

## Вшанування
Його ім'я викарбуване на стіні Арраської фортеці серед інших імен борців французького Руху Опору; на його могилі в місті Енен-Бомон установлено пам'ятник. Виготовлено його було з глиби українського граніту вагою 7 тонн, скульптори В. Зноба і Г. Кальченко. Пам'ятник урочисто відкрито 18 лютого 1968 року. Від України представником був міністр освіти Юрій Даденков, очолював делегацію маршал Радянського Союзу Василь Соколовський. Надпис на пам'ятнику зробила наречена Василя Порика Галина Ткаченко: «Моєму нареченому Василю Борику, вродженому Порику, розстріляному в Аррасі 24 липня 1944 року». Також біля пам'ятника є таблички з надписом: «Нашому дорогому другу від товаришів». Пам'ятник отримав Гран-прі Паризької академії мистецтв.
На батьківщині Василя Порика встановлено його погруддя і створено музей.
Вулиці та проспект Василя Порика є у Вінниці, Калинівці, Києві, Хмільнику.

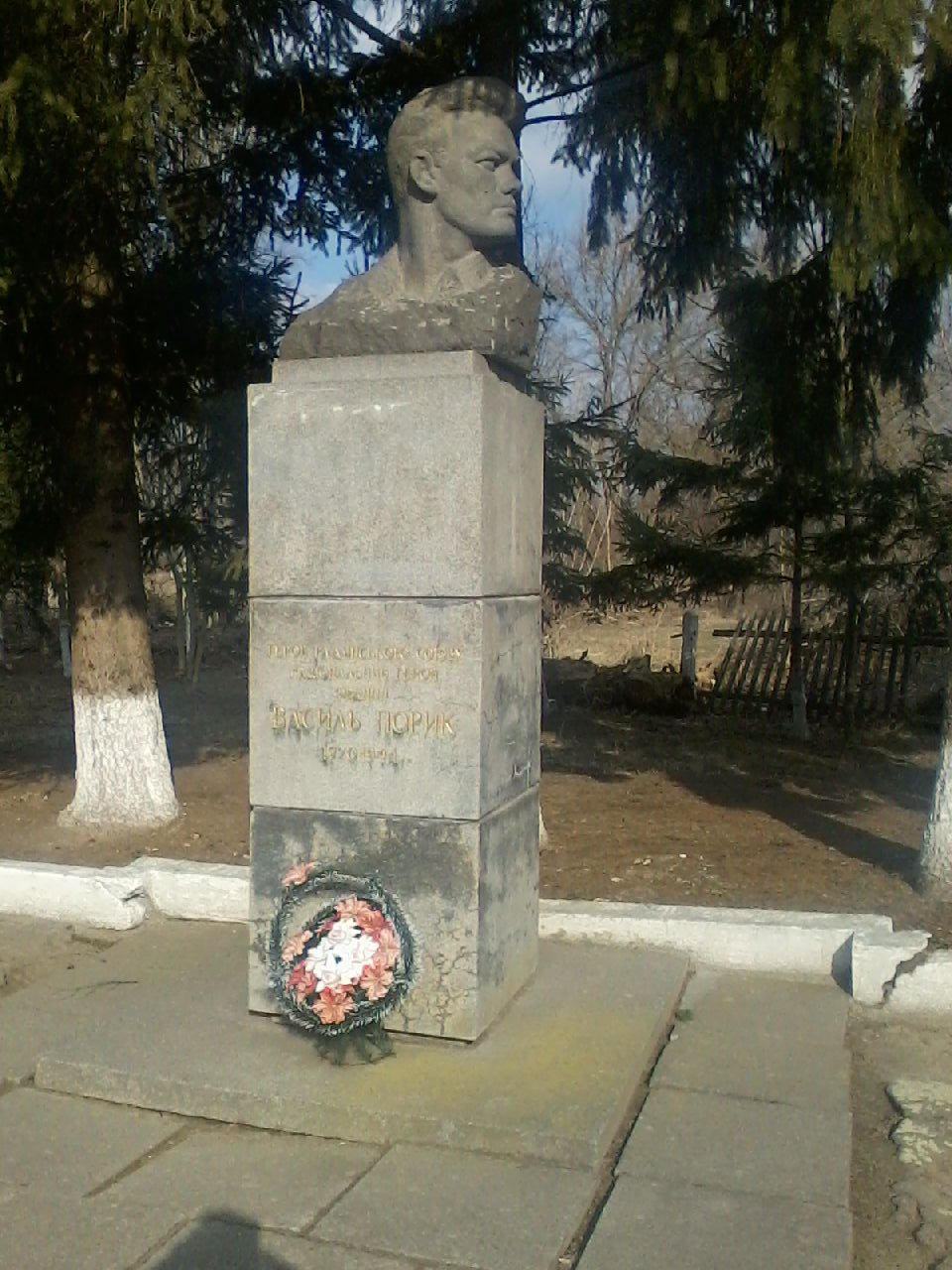
Пам'янтик Василю Порику в селі Порик Вінницької області

## Музей імені Василя Порика
Музей створила в жовтні 1972 року ініціативна група, до якої входили представники обласного краєзнавчого музею, правління і парторганізація місцевого колгоспу «Україна», сільської Ради і школи. До липня 1978 року музей діяв на громадських засадах. У липні 1978 року музей отримав статус державного. З грудня 1993 року він перебуває в підпорядкуванні Хмільницького районного відділу культури.
Основний фонд складає понад тисячу одиниць, науково-допоміжний фонд — 1320.
У музеї є експонати, що розповідають про національного Героя Польщі В. Тушевського, який народився в селі Порик.
У 2000 році музей було пограбовано, вкрадено ордени та медалі, посвідчення його побратимів-партизан, каску та інші експонати. Як виявилося, пограбування було скоїв місцевий житель. Попри те, що злодія і викрадені речі було знайдено, двох нагород досі не вдалося знайти.
Чинний директор музею — Маценко Тетяна Миколаївна.

## Відображення у мистецтві
У шістдесяті роки ХХ ст. французький письменник Андре П'єрар (André Pierrard, 1916—1997) написав про Порика кіноповість «Юнак з трояндою» (фр. «Le jeune homme à la rose»), переклад якої надруковано в п'ятому числі журналу «Всесвіт» за 1967 рік.
У 1970 році на кіностудії О. Довженка було знято фільм «В'язні Бомона», де йдеться про подвиг Василя Порика.